# NGC 5800
NGC 5800 (другое обозначение — ESO 223-SC11) — рассеянное скопление в созвездии Волк.
Этот объект входит в число перечисленных в оригинальной редакции «Нового общего каталога».